# Theodoric I de Metz
Theodoric I de Metz (în germană Dietrich, în franceză Thierry; d. 984) a fost episcop de Metz de la 964 până la moarte.
Theodoric a succedat ca episcop de Metz lui Adalbero I (929–962). El a întemeiat abația Sfântului Vincent din Metz, pentru care a adunat un mare număr de moaște.
El a fost cel care l-a încoronat pe Carol de Lorena ca rege al Franței la Laon, în 978; deși susținut de împăratul Otto al II-lea (aflat în relație de rudenie cu Theodoric), Carol nu a reușit în tentativa de a se impune pe tronul Franței.
Sigebert de Gembloux și Albert de Metz au scris biografii ale lui Theodoric.